# Kpandai (distrikt i Ghana)
Kpandai är ett distrikt i Ghana.   Det ligger i regionen Norra regionen, i den centrala delen av landet, 300 km norr om huvudstaden Accra. Arean är 1 772 kvadratkilometer.
Terrängen i Kpandai är huvudsakligen platt.